# Lannea gossweileri
Lannea gossweileri là một loài thực vật có hoa trong họ Đào lộn hột. Loài này được Exell & Mendonça mô tả khoa học đầu tiên năm 1952.